# Playism
Playism is een digitaal distributieplatform voor pc-games van Active Gaming Media, dat in mei 2011 werd gelanceerd. Het richt zich op het aantrekken van indie game-ontwikkelaars door diensten aan te bieden zoals lokalisatie, debuggen, marketing en publicatie, met name voor indie-ontwikkelaars die geïnteresseerd zijn in het uitgeven van hun games aan buitenlandse markten.

## Structuur
In plaats van een afzonderlijke client zoals Steam te gebruiken, downloaden gebruikers gekochte games rechtstreeks van de Playism-website. Playism is ook begonnen met het distribueren op verschillende platforms, waaronder Steam, GOG, Gamefly, de PlayStation Store, Google Play en de App Store van iOS.
De Engelse Playism-site accepteert PayPal, VISA en MasterCard als betalingsmethodes en biedt naast gratis games en games met een vast bedrag, ook de mogelijkheid om zelf het bedrag te kiezen dat je wilt betalen ("pay what you want").

## Geschiedenis
In april 2013 begon Playism een project met HAL College of Technology & Design in zowel Osaka als Nagoya. Het project houdt in dat studenten gedurende een periode van enkele maanden games maken in teams van vier personen. De spellen zouden vervolgens worden beoordeeld door de medewerkers van Playism, Daisuke "Pixel" Amaya (Cave Story), Smoking Wolf (One Way Heroics) en leden van Nigoro (La-Mulana). De best beoordeelde games werden vervolgens gelokaliseerd door Playism en verkocht via de Playism-winkelpagina. Playism was nauw betrokken bij de administratie van het indie-gebaseerde game-evenement BitSummit in maart 2013, zowel met vertaling en vertolking als met logistiek. In september 2013 werkte Playism samen met Sony Computer Entertainment Japan Asia aan een evenement genaamd Indie Stream. Oorspronkelijk gepland door indie-ontwikkelaars Nigoro en Nyamyam, werd Indie Stream ontworpen om indie-ontwikkelaars uit zowel Japan als het buitenland samen te brengen om elkaar te ontmoeten en informatie te delen. Tijdens Indie Stream werd aangekondigd dat Playism indie-ontwikkelaars zou helpen bij het publiceren van hun games op PlayStation 4 en PlayStation Vita in Japan.

## Opmerkelijke titels
| - 1bit Heart - 2064: Read Only Memories - Armello - Assault Android Cactus - Blocks That Matter - Cities in Motion - D4: Dark Dreams Don't Die - DreadOut | - Europa Universalis III - Futuridium EP Deluxe - Half-Minute Hero - I Am Bread - Kero Blaster - La-Mulana - Machinarium - Mini Metro | - Momodora: Reverie Under the Moonlight - NightCry - Screencheat - Strange Telephone - They Bleed Pixels - VA-11 HALL-A - Victor Vran - Yume Nikki |